# Moskva
För andra betydelser, se Moskva (olika betydelser).
Moskva (ryska: Москва́, [mɐˈskva]) är Rysslands huvudstad och största stad, belägen vid Moskvafloden i den centrala delen av europeiska Ryssland. Det är även Europas folkrikaste stad med 12,6 miljoner invånare inom det federala stadsområdet. Hela storstadsområdet omfattar ytterligare två till fyra miljoner invånare, beroende på definition. Området runt huvudstaden tillhör Moskvas oblast med Moskva som huvudstad. Själva staden Moskva ingår dock inte i detta utan utgör en egen administrativ enhet med särskild administrativ status.

## Historia
Moskva grundades 1147 som ett fort vid Moskvaflodens strand. Namnet på staden kommer av namnet på floden, vars betydelse inte är helt klarlagd. Fortet kom senare att bli dagens Kreml.
Staden hade en svår period 1237–1238, då mongol-tatarer brände ner staden och dödade många av dess invånare. Men Moskva överlevde, och från 1328 till 1547 var staden huvudort i furstendömet (senare storfurstendömet) Moskva. Under Ivan I blev Moskva huvudstad i Vladimir-Suzdal under mongol-tatarernas styre (Gyllene horden) efter att huvudstaden tidigare legat i Tver.
År 1380 ledde en prins av Moskva, Dmitrij Donskoj, ett samlat Ryssland till en viktig seger över tatarerna i slaget vid Kulikovo. Efter detta slag tog Moskva ledningen för befrielsen av Ryssland från tatarernas dominans och 1480 hade Ivan III slutligen lyckats bryta loss Ryssland från dem. Moskva blev sedan den centrala makten i Ryssland. Detta förstärktes när Moskva kom i krig med Novgorod och segrade. Moskva blev därefter huvudstad i det ryska tsarriket fram till 1712, då huvudstaden flyttades till Sankt Petersburg.
Den 12 mars 1610 intog Jakob de la Gardie staden. Redan i juni samma år lämnade dock de la Gardie och tsarens bror Dimitrij staden för att häva Stanisław Żółkiewskis belägring av Smolensk. Stora delar av staden brändes ner 1812 under Napoleons ryska fälttåg, efter ryssarnas nederlag vid Borodino. Den började hastigt återuppbyggas 1813. Viktiga minnesmärken som Vasilijkatedralen, Kreml, med flera, undkom förödelsen.
Efter revolutionen flyttades den ryska huvudstaden av strategiska skäl från Sankt Petersburg (Petrograd) till Moskva den 5 mars 1918.
Under andra världskriget stod slaget om Moskva här, under operation Barbarossa. Staden anfölls av närmare 1,5 miljoner tyskar under ledning av Fedor von Bock i oktober 1941. Staden försvarades av Georgij Zjukov och cirka 1 250 000 man. Den sovjetiska armén försvarade staden och segrade. 725 000 man dödades, sårades eller tillfångatogs. Vissa källor hävdar att siffran var ännu högre, över en miljon soldater förlorades på olika sätt. Tyskarna förlorade runt 300 000 man. Även denna källa är omstridd, vissa hävdar att antalet var ännu högre, uppemot 400 000 döda, sårade och tillfångatagna. Slaget slutade först den 7 januari 1942.
Efter Sovjetunionens upplösning 1991 förblev Moskva huvudstad i Ryska federationen. Moskva är i dag en stad som slits mellan sin gamla historia och den moderna tidens utveckling, såväl som en världsstad att räkna med både kulturellt och finansiellt. Nya skyskrapor av stål med fasader av glas överskuggar de gamla stenskraporna från sovjettiden.

## Geografi

### Geografiskt läge
Moskva ligger i Rysslands europeiska del vid Moskvafloden som är en biflod till floden Oka. De geografiska koordinaterna är 37,62 östlig längd och 55, 75 nordlig bredd. Centrala Moskva avgränsas i huvudsak av en 109 km lång motorväg som anlades under 1960-talet. Landskapet är kuperat men den meandrande Moskvafloden skapar ibland höga sluttningar. Flodens längd i staden är ungefär 80 km och dess bredd varierar mellan 115 och 200 meter. I staden upptar Moskvafloden cirka 120 mindre floder som till största del är inbyggd i ett rörsystem. Den 128 km långa Moskvakanalen börjar i stadens västra del och sammanbinder Moskvafloden med floden Volga.

### Klimat

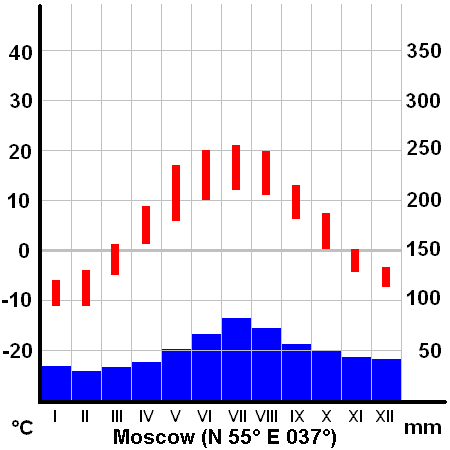
Medeltemperatur (rött) och genomsnittlig nederbörd (blått).

Moskva har inlandsklimat och ligger i den tempererade klimatzonen. Kännetecknande är kalla vintrar och varma somrar med korta vår- och höstperioder. Årsmedeltemperaturen är 4,4 °C och den genomsnittliga nederbördsmängden 575 millimeter (se figur).
Vintertid ligger medeltemperaturen mellan -8° och -10 °C. Inräknat i medeltemperaturen är tillfälliga köldknäppar som kan vara lägre än -30 °C. Tack vare låg vindhastighet och torr luft är det dock lättare att uthärda dessa temperaturer. Sommaren är ofta varm och solig; ibland mycket varm med temperaturer över 35 °C.
Omkring den 16 mars börjar snötäcket att smälta och ungefär den 12 april bryter Moskvaflodens is upp. De första minusgraderna efter sommaren uppmäts omkring den 14 september och i slutet av oktober förekommer ofta det första snöfallet. Regioner i stadens utkant är i genomsnitt två till tre grader kallare än i Moskvas centrum.
Den högsta +38,2 °C, den 29 juli 2010.
Den lägsta -42,2 °C, den 17 januari 1940.
|                                            | Jan   | Feb   | Mar  | Apr  | Maj  | Jun  | Jul  | Aug  | Sep  | Okt | Nov  | Dec  |
| ------------------------------------------ | ----- | ----- | ---- | ---- | ---- | ---- | ---- | ---- | ---- | --- | ---- | ---- |
| Normaldygnets maximitemperaturs medelvärde | −6,3  | −4,2  | 1,5  | 10,4 | 18,4 | 21,7 | 23,1 | 21,5 | 15,4 | 8,2 | 1,1  | −3,5 |
| Normaldygnets minimitemperaturs medelvärde | −12,3 | −11,1 | −5,6 | 1,7  | 7,6  | 11,5 | 13,5 | 12,0 | 7,1  | 2,1 | −3,3 | −8,6 |
|                                            |       |       |      |      |      |      |      |      |      |     |      |      |
| Nederbörd                                  | 42    | 36    | 34   | 44   | 51   | 75   | 94   | 77   | 65   | 59  | 58   | 56   |

| Diagram | temperaturer i °C • månadsnederbörd i mm • Källa: World Weather Information Service | temperaturer i °C • månadsnederbörd i mm • Källa: World Weather Information Service | temperaturer i °C • månadsnederbörd i mm • Källa: World Weather Information Service | temperaturer i °C • månadsnederbörd i mm • Källa: World Weather Information Service | temperaturer i °C • månadsnederbörd i mm • Källa: World Weather Information Service | temperaturer i °C • månadsnederbörd i mm • Källa: World Weather Information Service | temperaturer i °C • månadsnederbörd i mm • Källa: World Weather Information Service | temperaturer i °C • månadsnederbörd i mm • Källa: World Weather Information Service | temperaturer i °C • månadsnederbörd i mm • Källa: World Weather Information Service | temperaturer i °C • månadsnederbörd i mm • Källa: World Weather Information Service | temperaturer i °C • månadsnederbörd i mm • Källa: World Weather Information Service | temperaturer i °C • månadsnederbörd i mm • Källa: World Weather Information Service |
|         | 42 -6 -12                                                                           | 36 -4 -11                                                                           | 34 2 -6                                                                             | 44 10 2                                                                             | 51 18 8                                                                             | 75 22 12                                                                            | 94 23 14                                                                            | 77 22 12                                                                            | 65 15 7                                                                             | 59 8 2                                                                              | 58 1 -3                                                                             | 56 -4 -9                                                                            |

### Administrativ indelning
Moskvas federala stadsområde är sedan 1 juli 2012 uppdelat i tolv förvaltningsområden som i sin tur är delade i sammanlagt 146 stadsdistrikt. Varje förvaltningsområde har en prefekt som utses av Moskvas borgmästare. Dessutom har varje förvaltningsområde varsin folkrepresentation (kommunalt råd), som väljs av områdets invånare. Moskvas förvaltningsområden är:

Moskvas förvaltningsområden.

| Nummer | Förvaltningsområde | Ryskt namn       | Invånare (1 januari 2015) |
| ------ | ------------------ | ---------------- | ------------------------- |
| 1      | Centrum            | Центральный      | 760 690                   |
| 2      | Norr               | Северный         | 1 151 160                 |
| 3      | Nordöst            | Северо-Восточный | 1 402 928                 |
| 4      | Öst                | Восточный        | 1 495 835                 |
| 5      | Sydöst             | Юго-Восточный    | 1 363 859                 |
| 6      | Syd                | Южный            | 1 760 813                 |
| 7      | Sydväst            | Юго-Западный     | 1 414 510                 |
| 8      | Väst               | Западный         | 1 316 914                 |
| 9      | Nordväst           | Северо-Западный  | 979 614                   |
| 10     | Zelenograd         | Зеленоградский   | 232 489                   |
| 11     | Novomoskovskij     | Новомосковский   | 183 591                   |
| 12     | Troitskij          | Троицкий         | 108 063                   |
|        | TOTALT             |                  | 12 197 596                |

### Städer och orter under den federala stadens administration
Efter en utökning av det federala stadsområdet 2012 omfattar området några mindre städer och orter utanför centrala Moskva, i de sydliga distrikten Novomoskovskij och Troitskij.
| Stad/Ort    | Invånarantal 14 oktober 2010 | Invånarantal 1 december 2015 |
| ----------- | ---------------------------- | ---------------------------- |
| Kijevskij   | 8 095                        | 10 659                       |
| Kokosjkino  | 11 600                       | 13 451                       |
| Moskovskij  | 17 366                       | 33 128                       |
| Sjtjerbinka | 32 450                       | 40 748                       |
| Troitsk     | 39 873                       | 50 315                       |

### Före detta städer och orter under stadens administration
Moskvas federala stadsområde omfattar idag ett antal platser som tidigare var självständiga städer eller orter, men som idag räknas som stadsdelar på olika nivåer. Några av dessa områden är:
| Stad/Ort   | Invånarantal 9 oktober 2002 | Invånarantal 14 oktober 2010 |
| ---------- | --------------------------- | ---------------------------- |
| Zelenograd | 215 727                     | 221 712                      |
| Vnukovo    | 20 100                      | 21 041                       |
| Nekrasovka | 7 803                       | 19 940                       |
| Vostotjnyj | 12 700                      | 12 327                       |

Zelenograd är ett av Moskvas förvaltningsområden, och ligger som en enklav i Moskva oblast, 37 kilometer nordväst om centrala Moskva. Vnykovo ingår i det västra förvaltningsområdet, Vostotjnyj i det östra förvaltningsområdet och Nekrasovka i det sydöstra förvaltningsområdet.

## Politik

### Stadens styrelse
Moskvas verkställande makt består av borgmästaren och stadens regering. Borgmästaren och hans ställföreträdare väljs av stadens befolkning för fyra år. Den lagstiftande makten som även övervakar borgmästaren utövas av Moskvas duma som består av 35 medlemmar.

## Sevärdheter

### Kreml

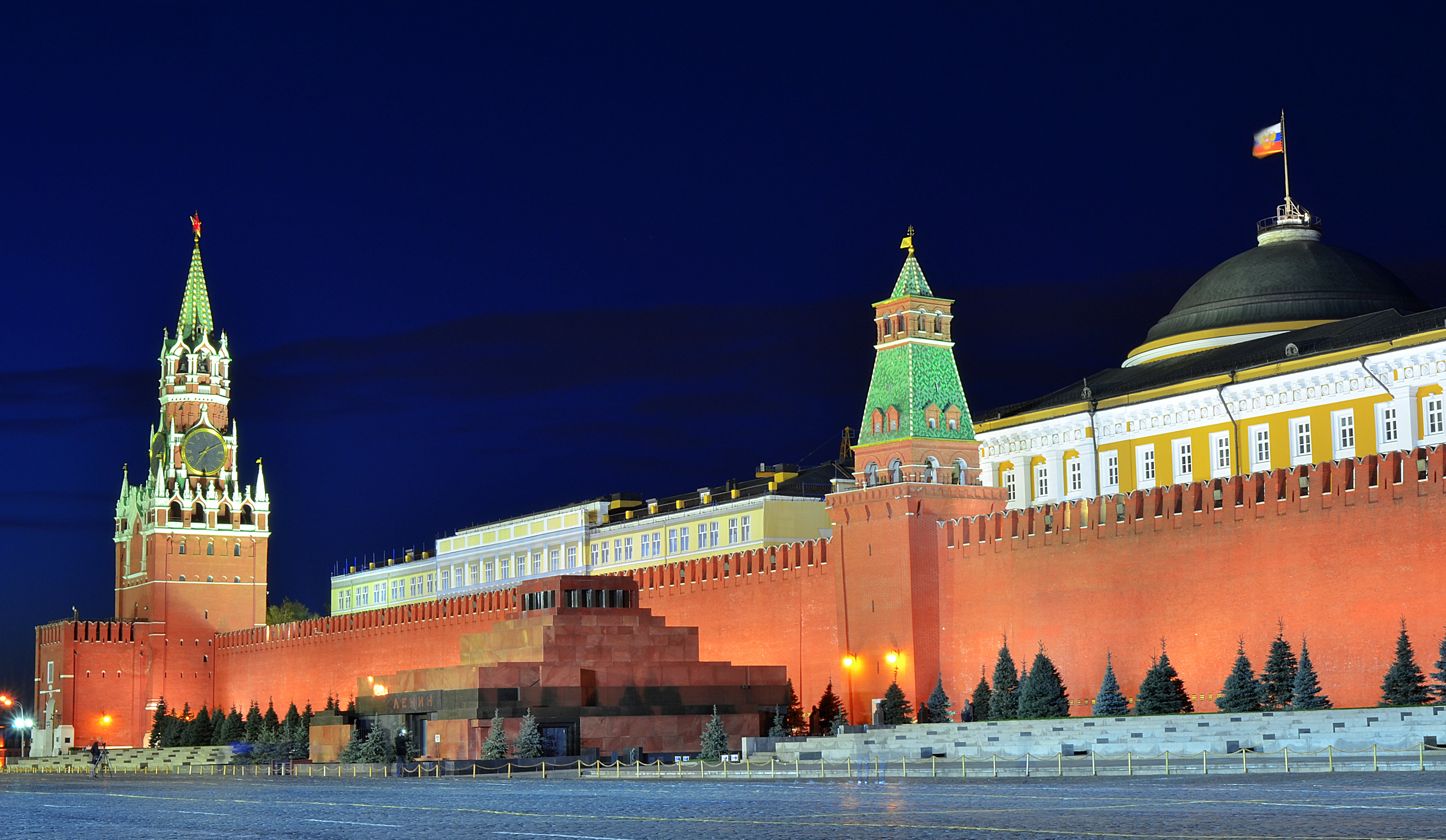
Kreml.

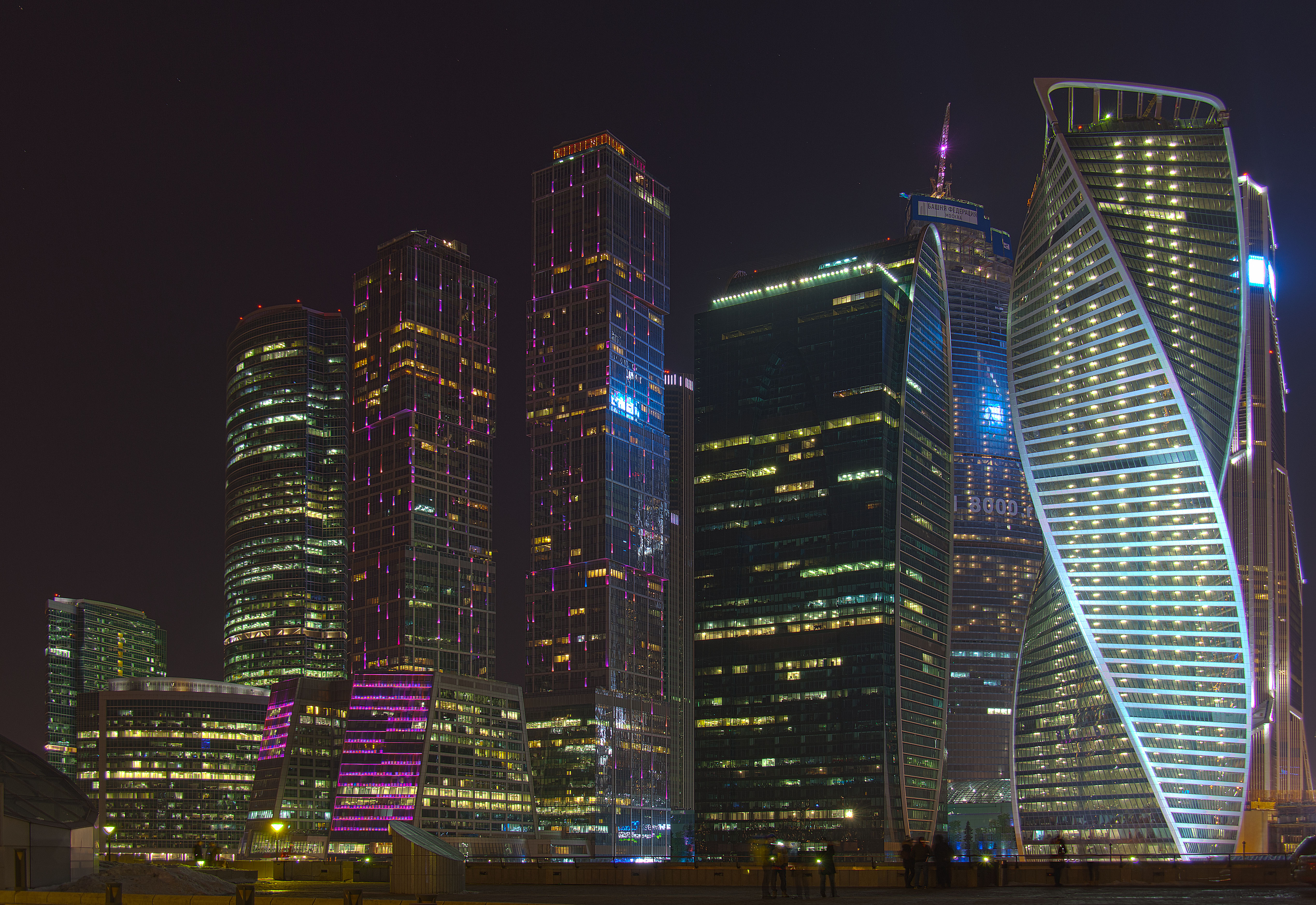
IMBC.

Kreml är Moskvas äldsta del och har status som minnesmärke. Här öppnas det ryska parlamentet (duman) i kongressbyggnaden genom presidentens tal och här installeras likaledes presidenten högtidligt. Murarna kring området och de nitton tornen byggdes under 1400-talet. Vid denna tid var det en betydande försvarsanläggning.
I Kreml påträffas flera kyrkor, såsom Himmelsfärdskatedralen från 1479, Bebådelsekatedralen från 1489, Ärkeängelskatedralen från 1509 samt De tolv apostlarnas kyrka. Innanför murarna finns dessutom Ivan den stores klocktorn (Ivan Velikij) från 1508 och flera palats (bland annat Stora palatset) samt före detta kloster, kaserner, moderna sammanträdeslokaler samt regeringsbyggnader. Det moderna huset byggdes 1961 och används för internationella kongress samt teater- och dansföreställningar. I en vapenarsenal från 1851 finns ett museum där gamla vapen, krigstroféer, tsarfamiljens kläder, hästdroskor och konstnärliga föremål från ryska manufakturer visas.

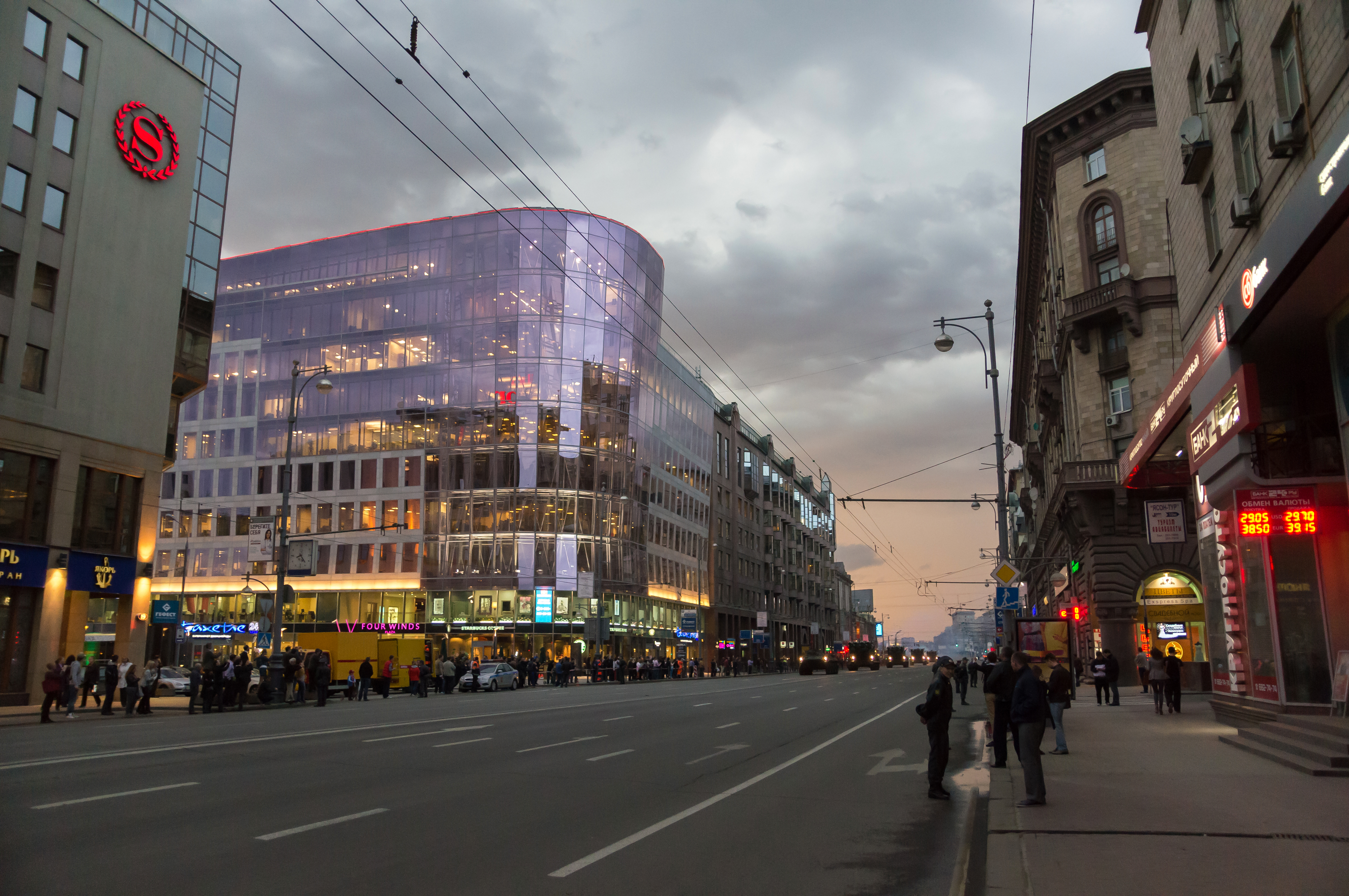
Tverskaja-gatan.

I närheten av klocktornet finns Tsarens kanon och Tsarens klocka (ryska: Tsar Kolokol). Den sistnämnda väger 190 000 kg och är 6,6 m hög och är således världens största (existerande) kyrkklocka. Det är dock ingen klocka som används utan den står på marken. Vissa motstridiga källor säger att den har fallit ner i ett torn och därför har en stor spricka. Napoleon I ville ta med sig den till Paris, men på grund av logistikproblemen och vikten fick den stå kvar.

### Andra sevärdheter
I stadens centrum ligger Röda torget där de största militärparaderna hölls under sovjettiden. Runt om torget finns bland annat Leninmausoleet och Vasilijkatedralen som är känd för sina lökkupoler. Exempel på andra religiösa byggnader är Kristus Frälsarens katedral och Kazankatedralen.
För vänner av konst finns Tretjakovgalleriet med ett antal berömda målningar, av bland andra Ilja Repin. För balett eller opera går man främst till Bolsjojteatern. Allryska utställningscentret, VDNCh (Выставка Достижений Народного Хозяйства, ВДНХ), är också ett av de mest besökta turistmålen. Cirkus Moskva är en mycket populär cirkus i Moskva. Gorkijparken (Парк Культуры) är ett stort, centralt nöjesfält.
Just nu håller man på och bygger ett nytt område i västra Moskva, Moskvas internationella affärscentrum. Området består av skyskrapor och här finns de flesta av Europas tio högsta byggnader. I Moskva finns även det högsta tornet i Europa, Ostankinotornet.
Moskvas tunnelbana är berömd för sin konstnärliga utsmyckning och en sevärdhet i sig.

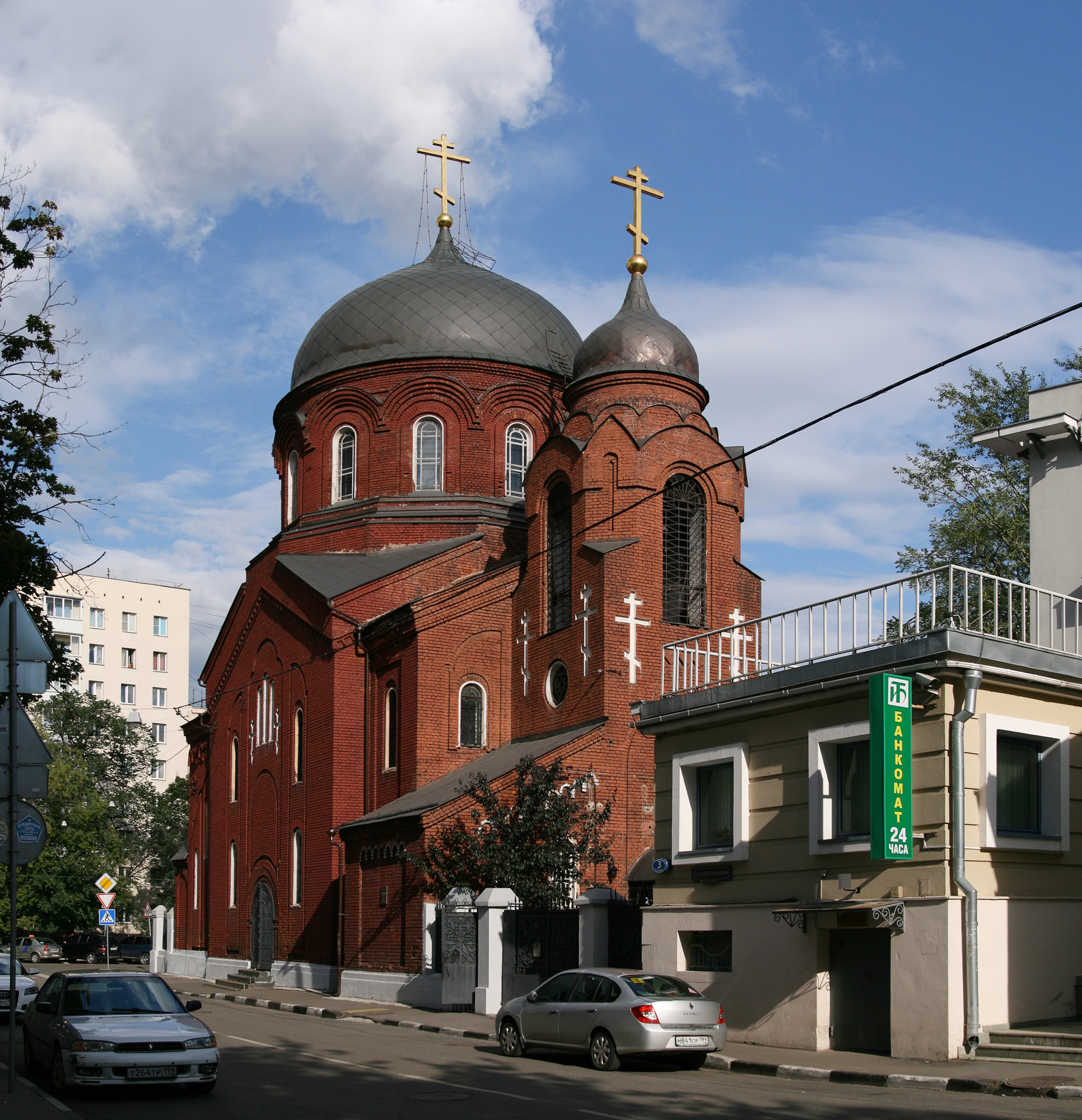
Förbönskatedralen (1910).
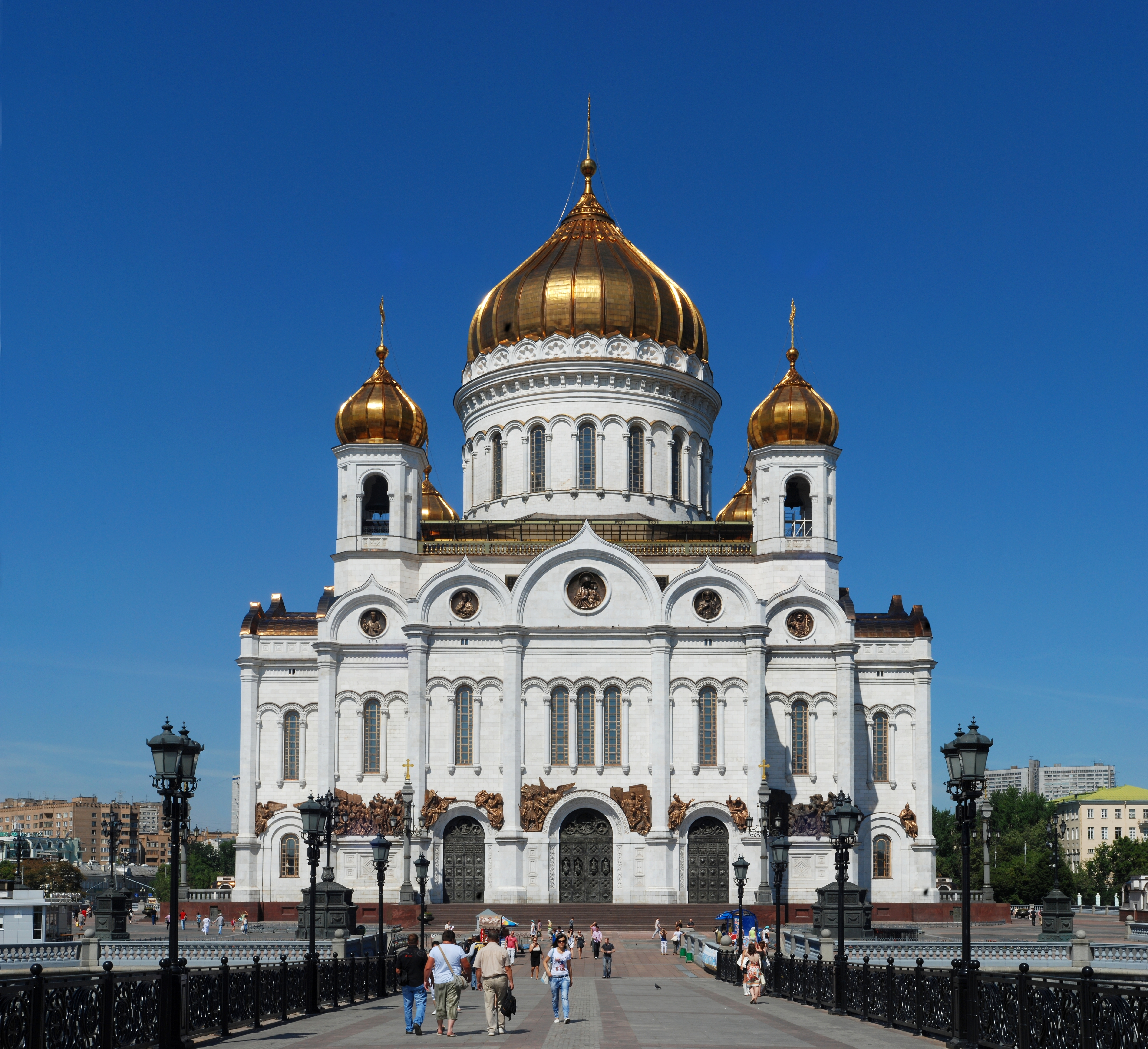
Kristus Frälsarens katedral.
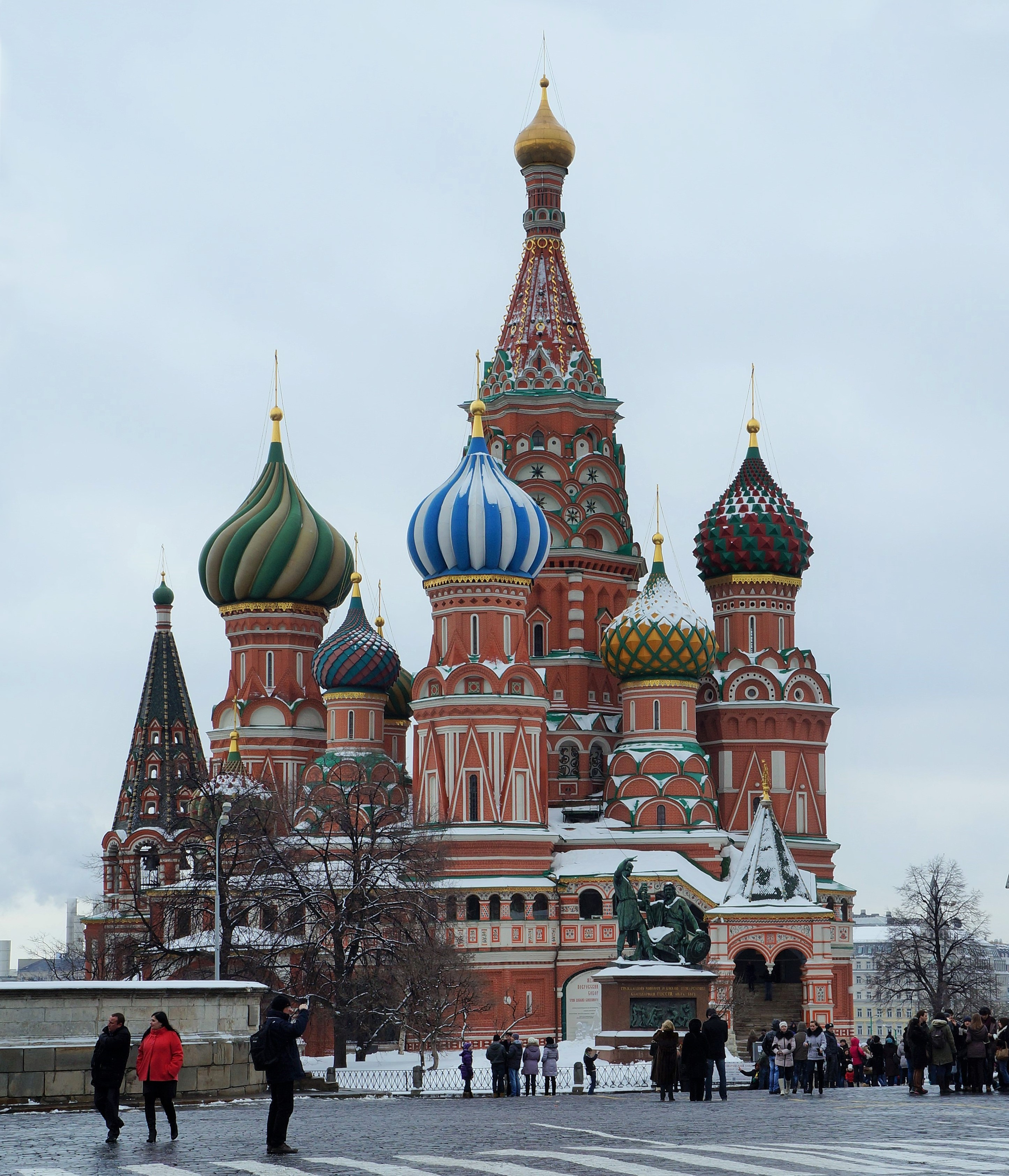
Vasilijkatedralen.
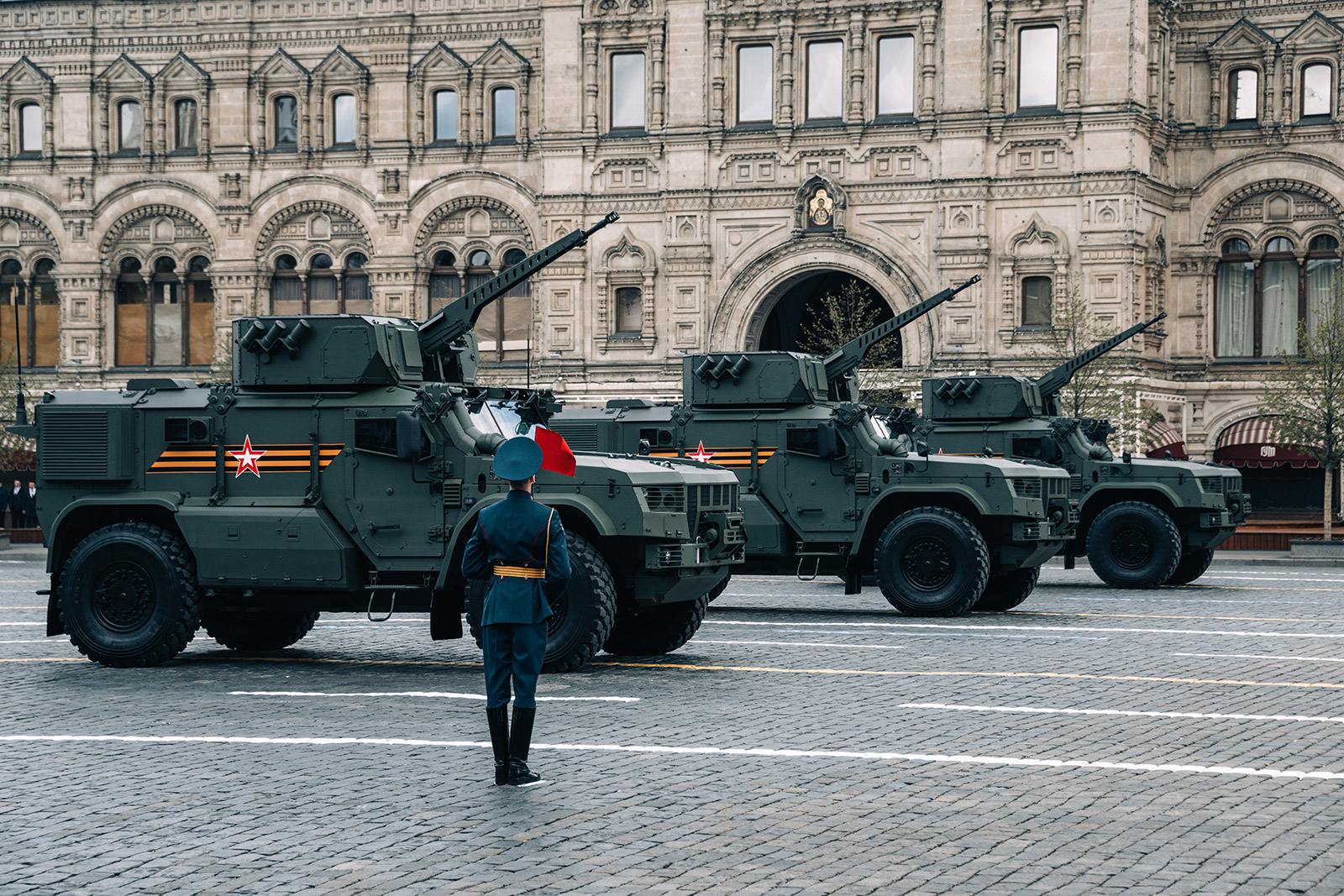
Tre ryska stridsfordon rullar igenom Röda torget under Segerdagen, 2022.

## Transport
Moskva har totalt fem flygplatser: Sjeremetevos internationella flygplats, Domodedovos internationella flygplats, Bykovoflygplatsen, Ostafievos internationella flygplats samt Vnukovos internationella flygplats. Sjeremetievo och Domodedovo är utrikesflygplatserna. 60 procent av alla internationella flygningar hanteras av Sjeremetievoflygplatsen. De olika flygplatserna är belägna olika långt från MKAD enligt följande: Bykovo: 35 kilometer från MKAD, Domodedovo: 22 kilometer, Vnukovo: 11 kilometer, Sjeremetievo: 10 km och Ostafievo: cirka åtta kilometer från ringleden.
Staden är även navet i Rysslands tågnätverk, med dagliga avgångar till destinationer som Vladivostok (9 000 kilometer) och Bryssel (2 000 kilometer). Moskva är också utgångspunkten för den så kallade Transsibiriska järnvägen som gör det möjligt att utan tågbyte åka ända till Kinas östkust och huvudstaden Peking via Mongoliet och dess huvudstad Ulan Bator.

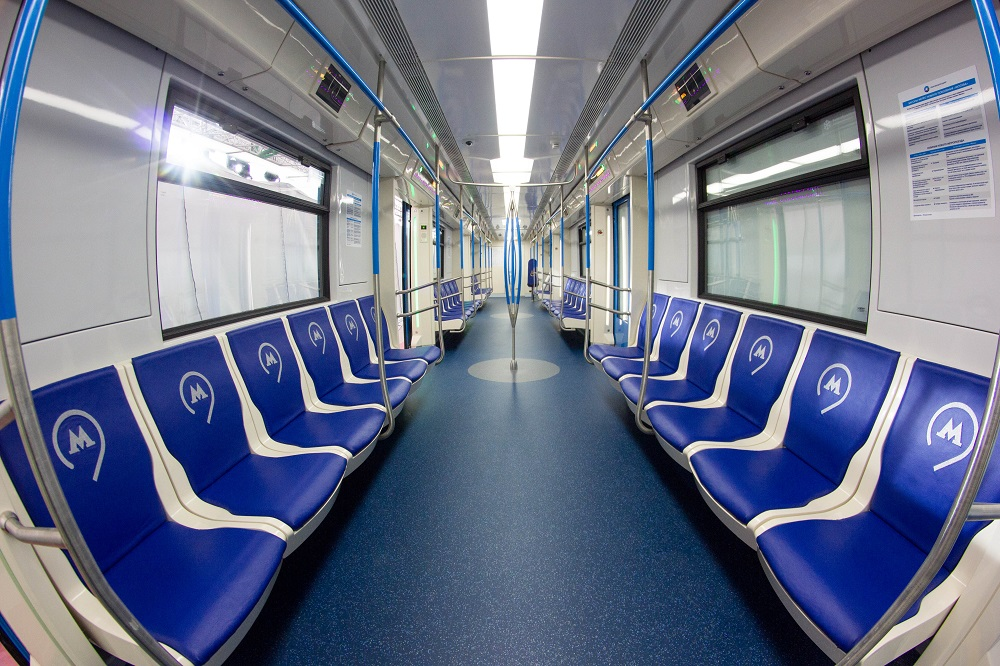
I tunnelbanan.

Den lokala transporten i Moskva inkluderar Moskvas tunnelbana, världskänd för de konstnärliga utsmyckningar som finns på många av stationerna, med detaljer som kristallkronor och mosaiker. Detta var ett monument som skulle återspegla Sovjetunionens storhet och styrka. Tunnelbanan invigdes 1935 och har i dag tolv linjer fördelade på 200 stationer. Tunnelbanesystemet är ett av världens mest använda med cirka sju miljoner passagerare per dag.
Moskvas Monorail har en linje och sex stationer. Den är totalt 4,7 kilometer lång.
Förorter och intilliggande städer kan dessutom nås med pendeltåg och bussar. Pendeltågen till förorterna är av elektrisk typ och kallas på ryska för elektritjka. Det finns även ett spårvagnsnät och trådbussnät i staden. Varje dag kör det cirka tre miljoner privatbilar i staden vilket är en kraftig ökning mot tidigare år. Ökningen har medfört en brist på parkeringsplatser samt ökade olyckstillbud. Det finns bara tre motorvägar som passerar Moskva, varav MKAD är en av dem. De andra kallas för "tredje transportringen" och "fjärde transportringen".

## Sysselsättning
2006 fanns det 8,47 miljoner moskoviter som var arbetsföra. 1,73 miljoner var stadsanställda, 4,42 miljoner var privatanställda och nästan två miljoner var anställda i småföretag. 74 400 personer var arbetslösa.

## Demografi
| Befolkningsutvecklingen i Moskva 1400–2002 | Befolkningsutvecklingen i Moskva 1400–2002 | Befolkningsutvecklingen i Moskva 1400–2002 | Befolkningsutvecklingen i Moskva 1400–2002 | Befolkningsutvecklingen i Moskva 1400–2002 |
| ------------------------------------------ | ------------------------------------------ | ------------------------------------------ | ------------------------------------------ | ------------------------------------------ |
|                                            |                                            |                                            |                                            |                                            |
| År                                         |                                            |                                            | Folkmängd                                  |                                            |
| 2002                                       | 2002                                       |                                            | 10 382 754                                 |                                            |
| 1989                                       | 1989                                       |                                            | 8 972 300                                  |                                            |
| 1979                                       | 1979                                       |                                            | 8 142 200                                  |                                            |
| 1959                                       | 1959                                       |                                            | 6 133 100                                  |                                            |
| 1939                                       | 1939                                       |                                            | 4 609 200                                  |                                            |
| 1926                                       | 1926                                       |                                            | 2 101 200                                  |                                            |
| 1920                                       | 1920                                       |                                            | 1 027 300                                  |                                            |
| 1912                                       | 1912                                       |                                            | 1 617 157                                  |                                            |
| 1897                                       | 1897                                       |                                            | 1 038 600                                  |                                            |
| 1888                                       | 1888                                       |                                            | 753 459                                    |                                            |
| 1871                                       | 1871                                       |                                            | 601 969                                    |                                            |
| 1868                                       | 1868                                       |                                            | 416 400                                    |                                            |
| 1856                                       | 1856                                       |                                            | 368 800                                    |                                            |
| 1840                                       | 1840                                       |                                            | 349 100                                    |                                            |
| 1825                                       | 1825                                       |                                            | 241 500                                    |                                            |
| 1813                                       | 1813                                       |                                            | 215 000                                    |                                            |
| 1811                                       | 1811                                       |                                            | 270 200                                    |                                            |
| 1785                                       | 1785                                       |                                            | 188 700                                    |                                            |
| 1738                                       | 1738                                       |                                            | 138 400                                    |                                            |
| 1725                                       | 1725                                       |                                            | 145 000                                    |                                            |
| 1710                                       | 1710                                       |                                            | 160 000                                    |                                            |
| 1638                                       | 1638                                       |                                            | 200 000                                    |                                            |
| 1400                                       | 1400                                       |                                            | 40 000                                     |                                            |
|                                            |                                            |                                            |                                            |                                            |

## Media
Moskva är huvudkvarteret för nästan alla medier (TV, radio och olika sorters tidningar).
Engelskspråkiga media såsom Moscow Times och Moscow News som är den största och äldsta engelskspråkiga veckotidningen i hela Ryssland. eXile är en nyhetstidning i Moskva känd för sin satiriska inställning och skämt om ryska politiker Expert, Kommersant, och Gazeta är ryskspråkiga medier med huvudkvarter i Moskva. Expert och Kommersant är en av landets ledande och äldsta ryskspråkiga ekonominyhetstidningar.
Andra betydande media i Moskva är Echo of Moscow, den första sovjetiska och ryska privata radiokanalen och nyhetsbyrån, och NTV, en av de första privatägda TV-stationerna i Ryssland. Sedan en lång tid tillbaka har radiostationen Rysslands röst sin redaktion i Moskva.

## Sport
Moskva var arrangörsort vid de Olympiska sommarspelen 1980. Staden sökte Olympiska sommarspelen 2012, men London fick till slut hålla i spelen. Fotbollen är den populäraste sporten, följt av ishockey. VM i ishockey 2007 spelades i Moskva. År 2013 hölls VM i friidrott i Moskva. Fotbolls-VM 2018 arrangerades i Ryssland, och både invigningsmatchen och finalen spelades på Luzjnikistadion.
I staden ligger även Centrala Moskvas Travbana.

### Fotboll

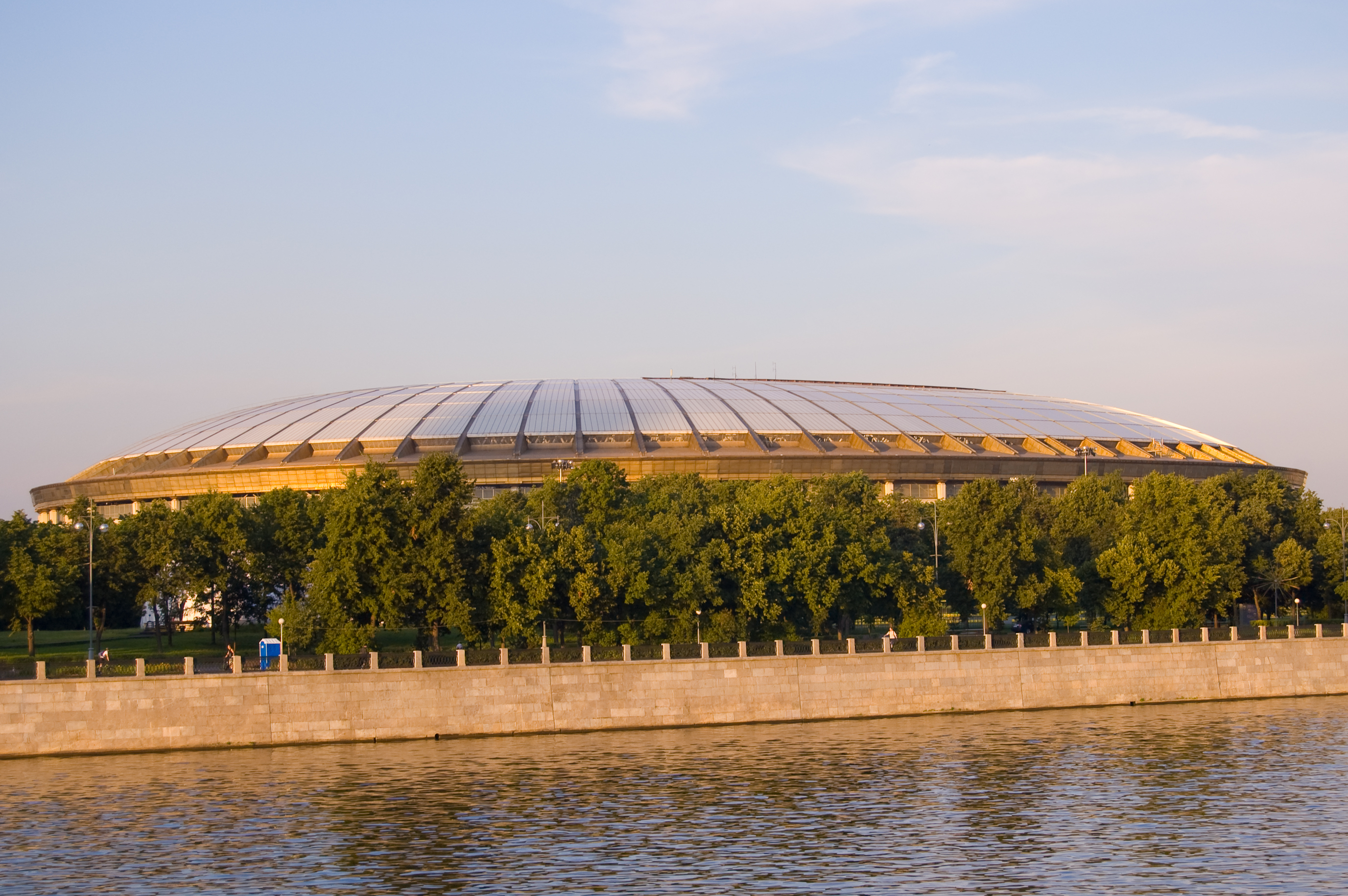
Luzjnikistadion.

I Moskva finns det åtta fotbollsarenor. Den största är Luzjnikistadion, som tar 84 745 åskådare. Kända fotbollsklubbar är Dynamo, CSKA, Lokomotiv och Torpedo. Dessutom Spartak, som spelar sina hemmamatcher på Luzjnikistadion. Samma stadion var värd för Champions League-finalen 2008.

### Huliganism
År 2002 attackerades ett dussintal irländska fotbollsfans i Moskva vid en match mellan Rysslands och Irlands landslag av en grupp nynazister. En av irländarna dog senare på grund av sina skador. Senare samma år, under en match mellan Rysslands och Japans landslag i en VM-match, spelad i Japan men som direktsändes till en folkmassa på Pusjkintorget, blev det våldsamt bland folkmassan efter matchen, som slutade med förlust för Ryssland. Folkmassan slog sönder fönster, slog sönder och brände bilar och plundrade affärer. Fyra japanska studenter misshandlades och fler än 100 personer skadades. Moskva är även känt för att ha separata huliganfirmor för kvinnor.

## Vänorter

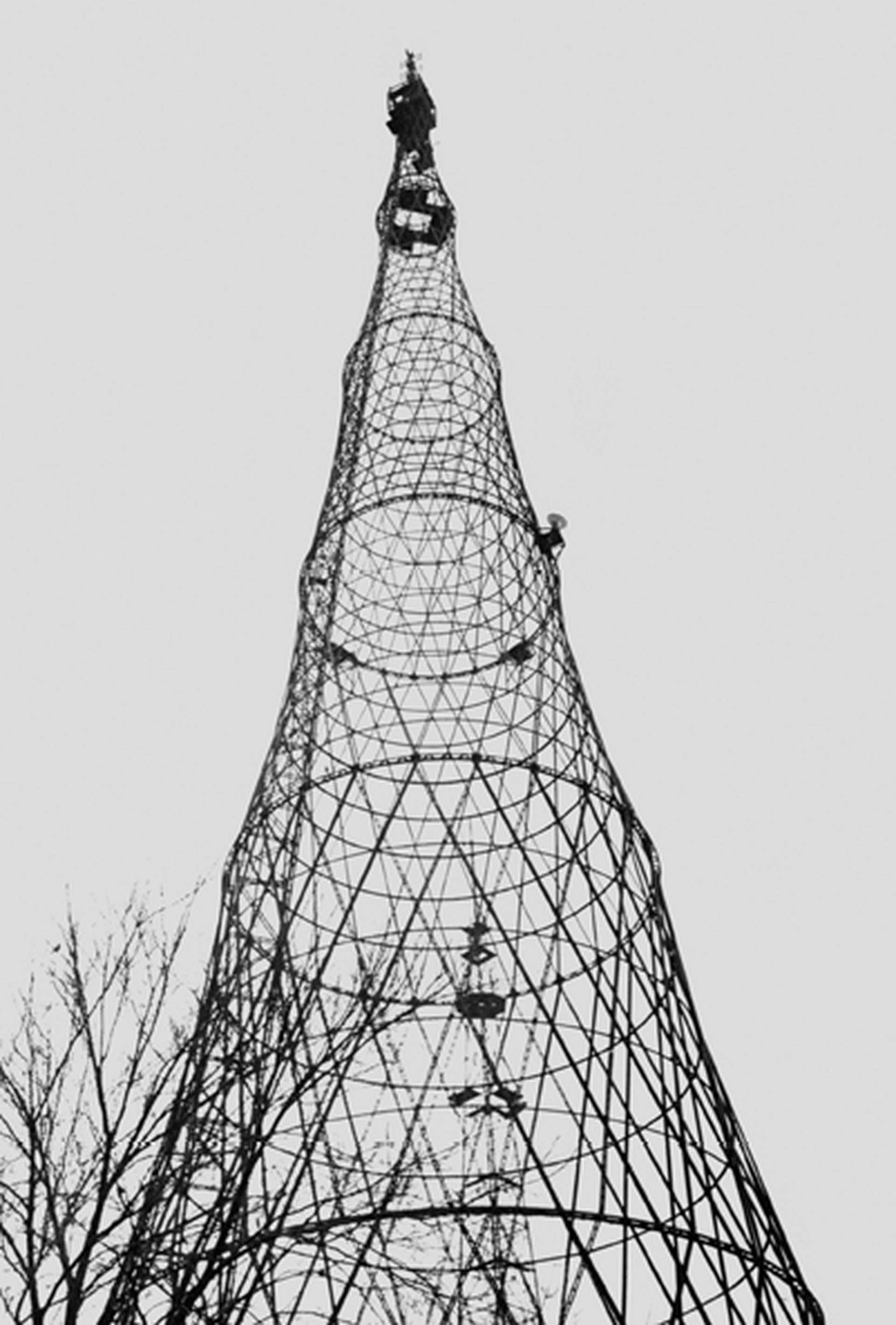
Sjuchovtornet, 1963, Moskva.

- Buenos Aires, Argentina (sedan 1990)
- Berlin, Tyskland (1990)
- Seoul, Sydkorea (1991)
- Tokyo, Japan (1991)
- Wien, Österrike (1991)
- Paris, Frankrike (januari 1992)
- Düsseldorf, Tyskland (juni 1992)
- Peking, Kina (december 1992)
- Warszawa, Polen (maj 1993)
- Helsingfors, Finland (oktober 1993)
- Aten, Grekland (sedan 1994)
- Prag, Tjeckien (1995)
- Bryssel, Belgien (juni 1996)
- Rom, Italien (september 1996)
- Madrid, Spanien (juni 1997)
- Tel Aviv, Israel (2000)
- Belgrad, Serbien (sedan 2002)